# Андріївська волость (Міуський округ)
Андріївська волость — історична адміністративно-територіальна одиниця Міуського, потім Таганрізького округу Області Війська Донського з центром у слободі Андріївка.
Станом на 1873 рік складалася зі 3 слобод та 3 селищ. Населення — 3672 особи (1835 чоловічої статі та 1837 — жіночої), 533 дворових господарства і 6 окремих будинків.
Поселення волості:
- Андріївка — слобода над річкою Глуха за 140 верст від окружної станиці та за 20 верст від Єсаулівської поштової станції, 498 осіб, 67 дворових господарств й 2 окремих будинки, у господарствах налічувалось 21 плуг, 116 коней, 105 пар волів, 407 овець;
- Приют — слобода над річкою Глуха за 140 верст від окружної станиці та за 20 верст від Єсаулівської поштової станції, 306 осіб, 46 дворових господарств;
- Олексієве-Леонове-Чистякове — слобода над річкою Орлова за 130 верст від окружної станиці та за 27 верст від Єсаулівської поштової станції, 1570 осіб, 214 дворових господарств й 3 окремих будинки;
- Оріхове — селище над річкою Оріхова за 133 верст від окружної станиці та за 23 верст від Єсаулівської поштової станції, 189 осіб, 45 дворових господарств;
- Хрустальне — селище над річкою Хрустальна за 150 верст від окружної станиці та за 18 верст від Єсаулівської поштової станції, 578 осіб, 94 дворових господарства;
- Малопокровське — селище над річкою Міус за 144 верст від окружної станиці та за 20 верст від Єсаулівської поштової станції, 424 особи, 66 дворових господарств й 1 окремий будинок;
- Петровське — селище над річкою Жарківська за 135 верст від окружної станиці та за 20 верст від Єсаулівської поштової станції, 7 осіб, єдине дворове господарства.

Старшинами волості були:
- 1905-1912 роках — Йосип Вікторович Вертієв[2],[3],[4].